# José Maria Gomes
José Maria Gomes (Chaves, 1 de novembro de 1807 — Lisboa, 9 de agosto de 1881) foi um oficial general do Exército Português, apoiante político do Marechal Saldanha, que se distinguiu no campo político-militar no período da Regeneração.

## Biografia
Nasceu na então vila de Chaves, filho de um oficial de cavalaria que depois participaria na Guerra Peninsular. O pai foi enviado para o Brasil integrado na Divisão de Voluntários Reais que embarcou em Lisboa a 8 de fevereiro de 1816. A família seguiu pouco depois para o Rio de Janeiro, mas quando aí chegou já a divisão partira para Santa Catarina. Destinado a seguir a carreira das armas, juntou-se ao pai nas campanhas do sul do Brasil, seguindo com o pai até Montevideu.
Assentou praça como voluntário no corpo de Cavalaria n.º 1 da Divisão de Voluntários Reais em 11 de março de 1818, sendo reconhecido cadete por direito. O pai faleceu pouco depois, vítima de um grave ferimento. Participou nas campanhas de Montevideu (1822-1823) e nas campanhas de Pernambuco (1824), sendo promovido a alferes em 1824 para o Batalhão de Caçadores do Rio de Janeiro e a tenente do mesmo batalhão em 1832. Passou então, nesse mesmo ano, para o Exército de Portugal, na arma de Infantaria, sendo integrado no Batalhão de Caçadores n.º 5. Foi sucessivamente promovido a capitão, em 1834; major, em 1847; tenente-coronel, em 1851; coronel, em 1861 e general de brigada, em 1869, sendo reformado em de julho de 1881. Recebeu a honra de conselheiro, por decreto de 2 de julho de 1862.
Fez parte do Exército Libertador por decreto de 24 de abril de 1834, e esteve no cerco do Porto, sendo nomeado em comissão governador da ilha de Santa Maria, em 1837, aí permaneceu até 1840, período em que a ilha serviu de presídio para militares miguelistas que tinham sido aprisionados nas campanhas da Guerra Civil Portuguesa.
Em 1851 foi colocado e comandou o Batalhão de Caçadores n.º 1, aquartelado no Funchal, distinguindo-se na luta à colera morbus e por isso elogiado pelos governadores civis e militar da ilha da Madeira.
Ficou ferido na revolta de Braga de 1862, quando comandava o Regimento de Infantaria n.º 6.
Nomeado chefe do Estado Maior da 10.ª Divisão Militar, nos Açores, por decreto de 14 de janeiro de 1865, comandou a Subdivisão Militar de Ponta Delgada, nomeado a 27 de agosto de 1866, e a Subdivisão Militar da Horta, nomeado a 8 de outubro de 1866, sendo encarregado do comando da 10.ª Divisão Militar em abril de 1868, por impedimento do general barão de Rio Zêzere. Cmando interinamente a Divisão por 10 meses, voltando à Subdivisão da Horta (decreto de 10.7.1869). Promovido a general de brigada, foi nomeado comandante da 5.ª Divisão Militar, entretanto criada nos Açores pelo decreto de 4 de novembro de 1868, em substituição da 10.ª Divisão Militar. Chegou a Angra a 20.10.1870 e permaneceu no comando até 27.8.1877.
Comandou a 2.ª Divisão Militar, com sede em Viseu, e em 1879 passou, por nomeação a inspector dos Batalhões de Caçadores e Regimentos de Infantaria, até à reforma por doença.
Ao longo da carreira recebeu como condecorações o grau de comendador da Ordem da Torre e Espada, de comendador da Ordem de Avis, de comendador da Ordem de Cristo e de comendaor da Ordem de Nossa Senhora de Vila Viçosa. Tinha as medalhas militares de ouro de Valor Militar e de Comportamento Exemplar e de prata de Bons Serviços. Teve a medalha brasileira de Pernambuco e a Medalha de D. Pedro e D. Maria, número 3.